# Sabkhat Sejoumi
La sabkhat Sejoumi és una llacuna salada situada al sud-oest de la ciutat de Tunis, governació de Tunis a Tunísia. Té una superfície d'uns 3 km² (1 km d'ample i 3 de llarg). La sabkhat té a la vora la ciutat de Sejoumi (Séjoumi o Sijoumi) i altres nuclis de la rodalia de Tunis, i part del terreny que ocupava ha estat dessecat i utilitzat per construir. El govern de Tunísia va declarar la llacuna com àrea d'importància natural el 1979.